# 三浦光雄
三浦 光雄（みうら みつお、1902年10月25日 - 1956年10月24日）は、日本の撮影技師である。日本映画撮影者倶楽部（現在の日本映画撮影監督協会）が1956年（昭和31年）に制定した「三浦賞」に名を残す。初期名三浦 光男（読み同）。

## 人物・来歴
1902年（明治35年）10月25日、宮城県に生まれる。
旧制・私立商工中学校（通称東京商工中学校、現在の日本大学第三高等学校）を卒業し、1920年（大正9年）、開業とともに日活向島撮影所に入社した。1923年（大正12年）、撮影技師に昇進、記録に残る最初の技師作品は、1925年（大正14年）5月31日公開、五所平之助監督の『空は晴れたり』で、当時は「三浦光男」名義であった。
1931年（昭和6年）9月、鈴木傳明、岡田時彦らとともに松竹キネマを退社、不二映画社の設立に参加、鈴木重吉監督の『栄冠涙あり』の撮影を務めるとともに「三浦光雄」と改名した。1933年（昭和8年）、日活太秦撮影所に移籍、おなじ蒲田出身の牛原虚彦監督の『未来花 前後篇』の撮影を務める。1934年（昭和9年）、日活太秦の現代劇部の移転に伴い、日活多摩川撮影所（現在の角川大映撮影所）に異動、鈴木重吉監督の『潮』を手がけるが、間もなく鈴木とともに日活を退社、新興キネマと提携する入江たか子の入江ぷろだくしょんで3作の撮影に参加する。
1937年（昭和12年）、入江ぷろだくしょんがP.C.L.映画製作所と提携製作した成瀬巳喜男監督の『女人哀愁』を手がけたのを機にP.C.L.に移籍、1937年（昭和12年）9月10日の合併による東宝映画の設立以降も、東宝映画東京撮影所（現在の東宝スタジオ）に所属した。
1947年（昭和22年）、五所平之助監督の『今ひとたびの』が多くの賞を受けるなか、第2回毎日映画コンクールで三浦自身も撮影賞を受賞した。1954年（昭和29年）には、第4回ブルーリボン賞撮影賞を『煙突の見える場所』（監督五所平之助、1953年）、『雁』（監督豊田四郎、1953年）で受賞した。
1956年（昭和31年）10月24日、死去した。満53歳没。
同年、第11回毎日映画コンクールならびに第7回ブルーリボン賞で、同年発表の『白夫人の妖恋』、『猫と庄造と二人のをんな』（いずれも監督豊田四郎）を対象に撮影賞を没後受賞した。同年、第7回芸術選奨を没後受賞した。
同年、新人の撮影技師を対象とした「三浦賞」を日本映画撮影者倶楽部が制定、同倶楽部の後身・日本映画撮影監督協会がこれを現在も引き継いでいる。

## おもなフィルモグラフィ
- 『空は晴れたり』 : 監督五所平之助、1925年
- 『新女性鑑』 : 監督五所平之助、1929年
- 『親父とその子』 : 監督五所平之助、1929年
- 『栄冠涙あり』 : 監督鈴木重吉、1931年
- 『未来花 前後篇』 : 監督牛原虚彦、1933年
- 『貞操問答 高原の巻』 : 監督鈴木重吉、1935年
- 『貞操問答 都会の巻』 : 監督鈴木重吉、1935年
- 『女人哀愁』 : 監督成瀬巳喜男、1937年
- 『良人の貞操 前篇 春来れば』 : 監督山本嘉次郎、1937年
- 『良人の貞操 後篇 秋ふたたび』 : 監督山本嘉次郎、1937年
- 『藤十郎の恋』 : 監督山本嘉次郎、1938年
- 『ハワイ・マレー沖海戦』 : 監督山本嘉次郎、1942年 - 三村明・鈴木博と共同
- 『今ひとたびの』 : 監督五所平之助、1947年
- 『煙突の見える場所』 : 監督五所平之助、1953年
- 『雁』 : 監督豊田四郎、1953年
- 『母の初恋』 : 監督久松静児、1954年
- 『夫婦善哉』 : 監督豊田四郎、1955年
- 『白夫人の妖恋』 : 監督豊田四郎、1956年
- 『猫と庄造と二人のをんな』 : 監督豊田四郎、1956年

## 註
1. 1 2 3 4 5 6 7 8 9 10  三浦光雄、『講談社 日本人名大辞典』、講談社、コトバンク、2010年3月1日閲覧。
2. 1 2 3 4 5 6 7  シリーズ・日本の撮影監督 2、東京国立近代美術館フィルムセンター、2010年3月1日閲覧。
3. 1 2 3 4 5 6 7  三浦光男・三浦光雄、日本映画データベース、2010年3月1日閲覧。
4. ↑  栄冠涙あり、日本映画データベース、2010年3月1日閲覧。

## 関連事項
- 三浦賞